# クロード・オーキンレック
サー・クロード・ジョン・エアー・オーキンレック（Sir Claude John Eyre Auchinleck,OBE,GCB,DSO,GCIE,CSI, 1884年6月21日 - 1981年3月23日）は、イギリスの陸軍軍人。最終階級は元帥。「オーク」（The Auk）の愛称で知られる。
二度の世界大戦で英印軍として従軍し、軍歴の大半をインドで過ごした。第二次世界大戦の北アフリカ戦線で英軍を指揮したが、枢軸国軍指揮官のエルヴィン・ロンメルとの戦いで政府や参謀本部が望む成果を挙げられず、1942年8月にインド軍最高司令官（英語版）を解任された。
翌年6月に再びインド軍最高司令官に任命され、ウィリアム・スリム中将率いる第14軍（英語版）の補給や組織運営を支援し、作戦遂行に貢献した。彼は1947年のインド・パキスタン分離独立までインド軍最高司令官を務め、その後1947年11月末までインド・パキスタンに残留する全イギリス軍の総司令官を務めた。

## 生い立ち
ハンプシャー州オールダーショットのヴィクトリア・ロード89番地で、ジョン・クロード・アレクサンダー・オーキンレックと妻メアリーの息子として生まれる。父はイギリス陸軍王立騎馬砲兵隊（英語版）の大佐で、クロードが幼い頃、家族と共にイギリス領インドのバンガロールに赴任した。ここで彼は生涯の大半を過ごすことになるインドへの愛を育んだ。1892年に父が亡くなった後、イギリスに戻ったオーキンレックは、クロウソーン（英語版）のイーグル・ハウス・スクール（英語版）に通い、その後、奨学金を得てウェリントン・カレッジ（英語版）に入学した。その後、彼はサンドハースト王立陸軍士官学校に進学し、 1903年1月21日に英印軍の少尉に任官し、  1904年4月に第62パンジャブ連隊（英語版）に入隊した。 彼はすぐにいくつかのインドの言語を習得したため現地の兵士と流暢に話すことができ、地元の方言や習慣に関する知識を吸収した。
彼は1905年4月21日に中尉に昇進し、その後2年間チベットとシッキムで過ごし、1907年にヴァーラーナシーに移住し、そこでジフテリアに罹った。オールダーショットのロイヤル・イニスキリング・フュージリア連隊に短期間所属した後、1909年にヴァーラーナシーに戻り、第62パンジャブ連隊の副官となり、1912年1月21日に大尉に昇進した。オーキンレックは活動的なフリーメイソンだった。

## 第一次世界大戦

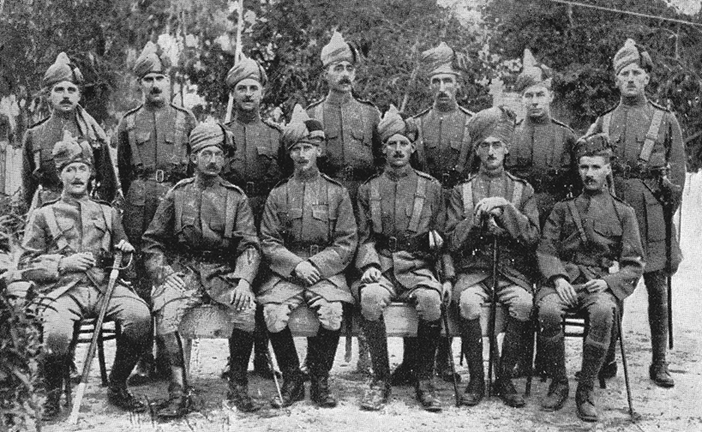
第62パンジャブ連隊の将校たち。後列右端がオーキンレック。

1914年に第一次世界大戦が勃発すると、オーキンレックが所属する第62パンジャブ連隊は、スエズ運河防衛のために派遣された。1915年2月、彼はイスマイリアでオスマン帝国軍と戦闘を繰り広げた。彼の連隊は1915年7月、オスマン帝国の脅威に対抗するためアデンに移動した。 第62パンジャブ連隊が所属する第6インド師団（英語版）は、メソポタミア作戦（英語版）のため1915年12月31日にバスラに上陸した。 1916年オーキンレックは少佐代理に昇進し、大隊の副指揮官となった。彼は1916年1月に英軍が大きな損害を被ったハンナの戦い（英語版）に参加し、これらの戦闘を生き延びた数少ないイギリス人将校の1人となった。
彼は1917年2月に大隊の指揮官代理となり、1917年2月の第二次クートの戦い（英語版）と1917年3月のバグダード陥落で連隊を率いた。 メソポタミア作戦における功績により1917年に殊功勲章を受章したオーキンレックは、1918年1月21日に少佐に昇進し、1919年5月23日に臨時中佐に昇進し、1919年11月15日にメソポタミア遠征軍司令官の推薦により「南部および中部クルディスタンでの顕著な功績」により名誉中佐に昇進した。

## 戦間期
オーキンレックは1920年から1921年までクエッタ指揮幕僚学校（英語版）に通った。 中佐として、彼はほとんどの同級生、さらには幕僚の一部よりも上位の地位にあった。そこでの成績は優秀で、コースに合格し上位10名に入るなどしていたが、彼は学校の多くの面に批判的だった。学校は理論的すぎると感じ、補給や組織管理といった問題にあまり重点が置かれておらず、メソポタミア作戦ではその両方が不適切に扱われたと考えていた。
1921年、彼はインドからの休暇で来ていたフランス南東部の都市グラースのテニスコートで、海運会社ブルー・ファンネル・ライン（英語版）の社長の娘であるジェシー・スチュワートと出会った。二人の関係は急速に進展し、5ヶ月後に結婚した。インドに戻った後、オーキンレックより16歳年下のジェシーは、インドで「小さなアメリカ人少女」として知られるようになったが、すぐに現地の生活に適応した。二人には子供はいなかった。
オーキンレックは1923年2月にインド総司令部の臨時副補給官となり、その後1923年のインド軍再編で第1パンジャブ連隊（英語版）となった連隊の副指揮官に1925年9月に就任した。彼は1927年に王立国防学院に入学し、1929年1月21日に中佐の永久階級に昇進し、連隊の指揮官に任命された。1923年11月15日から年功序列で1930年2月1日に大佐に昇進し、1930年にクエッタ指揮幕僚大学の教官となり1933年4月までそこに留まった。
彼は1933年7月1日に臨時准将に昇進し、ペシャワール旅団（英語版）の指揮を任された。同旅団は1933年7月から10月にかけて行われた近隣地域の部族反乱を鎮圧する作戦であるモフマンド作戦とバジャウル作戦に参加した。彼は8月の第二次モフマンド作戦で第二次鎮圧遠征を指揮した功績から1935年11月30日に少将に昇進し、1936年5月8日にインドの星勲章を受章した。
1936年4月に旅団司令官を退いた後、オーキンレックは1936年9月に参謀副総長兼デリーの参謀任務部長に任命された。1938年7月にインドのメーラト地区司令官に任命された。1938年、オーキンレックは英印軍の近代化、編成、再装備を検討する委員会の委員長に任命された。この委員会の勧告は、1939年に国防調整大臣（英語版）のアーンレ・チャットフィールド（英語版）がまとめた報告書の基礎となり、英印軍の変革を主張した。英印軍は1939年の18万3千人から戦争の終わりまでに225万人以上に増強された。

## 第二次世界大戦

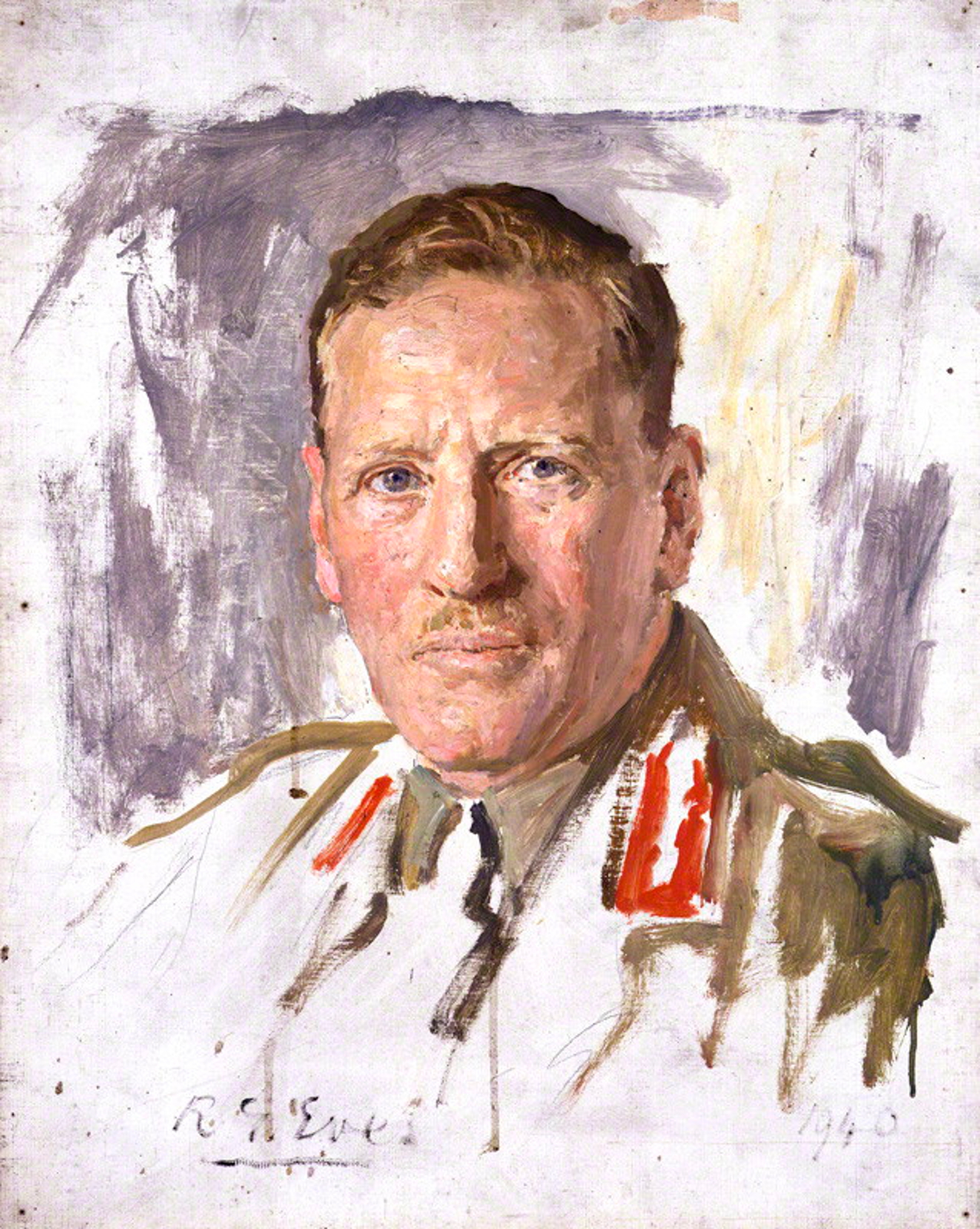
1940年のオーキンレックの肖像画。レジナルド・イーブス（英語版）作

### ノルウェー　1940年

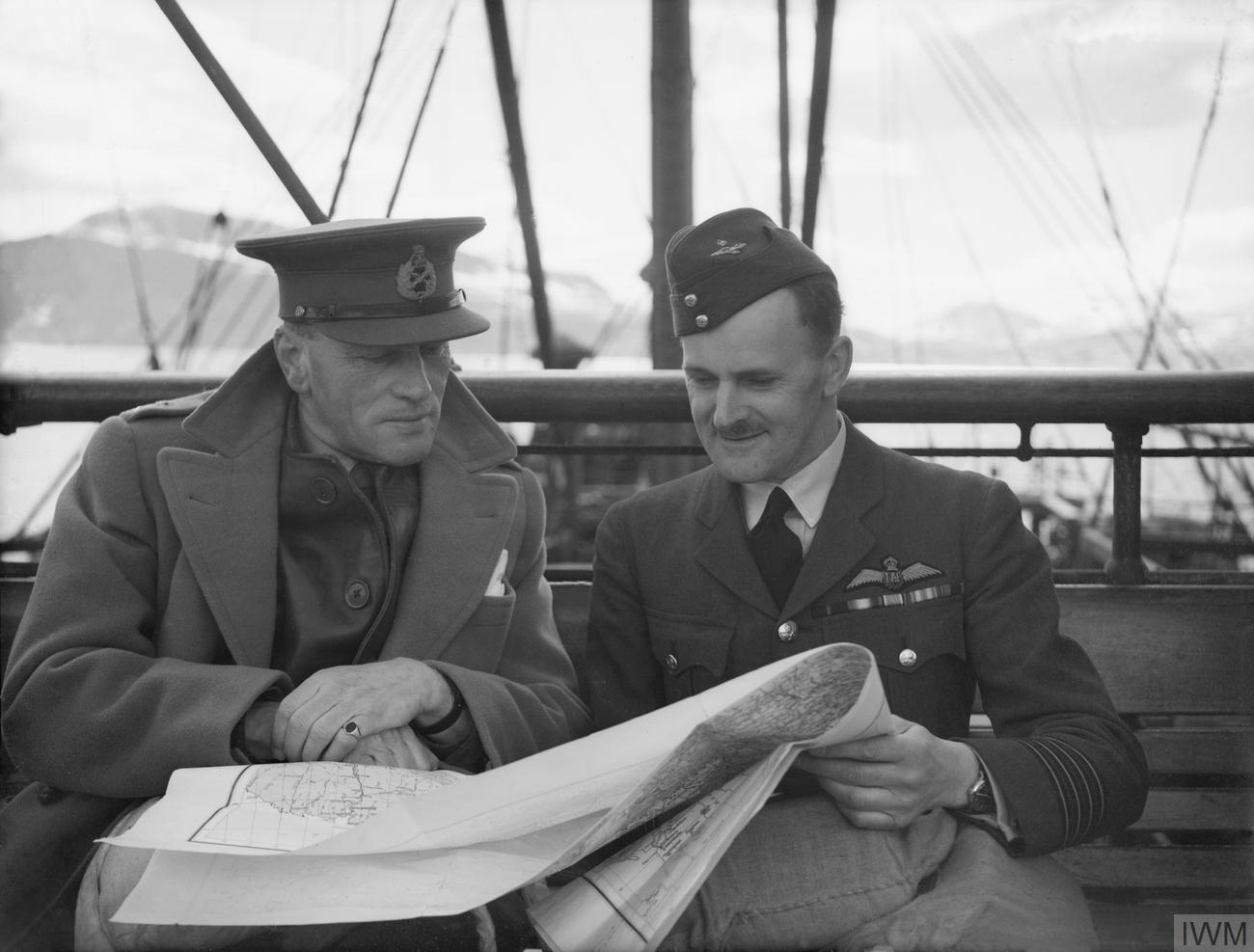
北西遠征軍司令官のクロード・オーキンレック中将とムーア大佐が、ポーランド海軍の兵員輸送船MSクロブリー号の船上で、ハルスタッドに入港する前に地図を確認している。

戦争が始まると、オーキンレックは特殊部隊チンディットの指揮官に任命されたが、1940年1月にイギリスに召集されイギリス陸軍第4軍団（英語版）の指揮を執った。これは戦争中、英印軍将校がイギリス軍のみで構成された軍団を指揮した唯一の例であった。彼は1940年2月1日に中将代理に昇進し、1940年3月16日に中将の実質的な階級に昇進した。1940年5月、オーキンレックはノルウェーの戦いの最中に英仏地上軍の指揮権を引き継いだが、西部戦線におけるフランスの敗北が確実となり、ダイナモ作戦によってイギリス海外派遣軍が大陸から撤退したことを受けてノルウェーの英仏軍も撤退を余儀なくされた。

オーキンレックはノルウェー陥落後の6月12日にグリーノックに到着した。当時、ナチス・ドイツのフランス侵攻は終結に近づき、フランスに駐留していたイギリス遠征軍の大半はダンケルク港から撤退し、フランスの降伏も数日後に迫っていた。こうした理由から、英軍の注意はイギリス本国の防衛に向けられていた。多くの人がイギリスは間もなくドイツ軍の侵攻を受けると考えていた（アシカ作戦参照）。 6月中旬、彼は新設されたばかりの第5軍団（英語版）の指揮を任され、当時はアラン・ブルック中将の指揮下にある南方軍（英語版）に所属していた。しかし彼の滞在は長くは続かなかった。数週間後、ブルックがエドムンド・アイアンサイド大将の後任として南方司令部総司令官に就任し、オーキンレックもブルックの後任として南方軍司令官に就任した。オーキンレックは、予想される侵攻の拠点となる南イングランド（英語版）の防衛を担当した。 オーキンレックの異動によって空席となった第5軍団はバーナード・モントゴメリー中将が引き継いだが、彼は英印軍とその将校を軽蔑していたためか、英印軍出身のオーキンレックを激しく嫌っていた。将来の陸軍元帥となるこの二人の関係は容易ではなく、モンゴメリーは後にこう書いている。
第5軍団では、最初は南方軍司令部を率いたオーキンレックの下で勤務したが、私たちが何かについて合意したことは一度もなかったように思う。
その後数週間から数ヶ月にかけてのモントゴメリーの行動の多くは不服従とみなされる可能性があり、特に目立ったのは、モントゴメリーがオーキンレックの頭越しに、第5軍団への将兵の異動に関する問題について、直接陸軍副参謀長（英語版）に報告した事件であった。 オーキンレックはこの行動に長くは対処できず、12月に友人のロバート・カッセルズ中将（英語版）の後任としてインド軍最高司令官（英語版）に就任した。この頃には軍中で「The Auk（オーク）」として知られるようになった彼は、再びモントゴメリーと遭遇する運命にあったが、その時の状況は決して好ましいものではなかった。

### インドとイラク 1941年1月～5月
12月26日に大将に昇進したオーキンレックは、1941年1月にインドに戻りインド総督の執行評議会のメンバーに任命され、国王付副官（英語版）に任命された。この役職は儀礼的なもので、彼は終戦までこの役職を務めた。 4月にはトラバース・クラーク中将の後任としてロイヤル・イニスキリング・フュージリア連隊の大佐に就任した。
1941年4月、イギリス空軍ハバニヤ基地は、ラシッド・アリ（英語版）率いるイラクの新しい親枢軸政権の脅威にさらされた。この大規模なイギリス空軍基地はイラクのバグダード西方に位置していた。中東軍司令官アーチボルド・ウェーヴェル将軍は、ウィンストン・チャーチルの説得にもかかわらず、北アフリカ戦線とギリシャでの差し迫った任務のため介入に消極的であった。しかしオーキンレックは断固たる行動を取り、国王直属王立連隊第1大隊（ランカスター）を空輸でハバニヤに派遣し、インド第10歩兵師団を海路でバスラに派遣した。ウェーヴェルは政府からの再三の要請により、イギリス委任統治領パレスチナから救援部隊ハブフォースを派遣したが、ハブフォースが5月18日にハバニヤに到着した頃には、アングロ＝イラク戦争は事実上終結していた。

### 北アフリカ 1941年7月～1942年8月

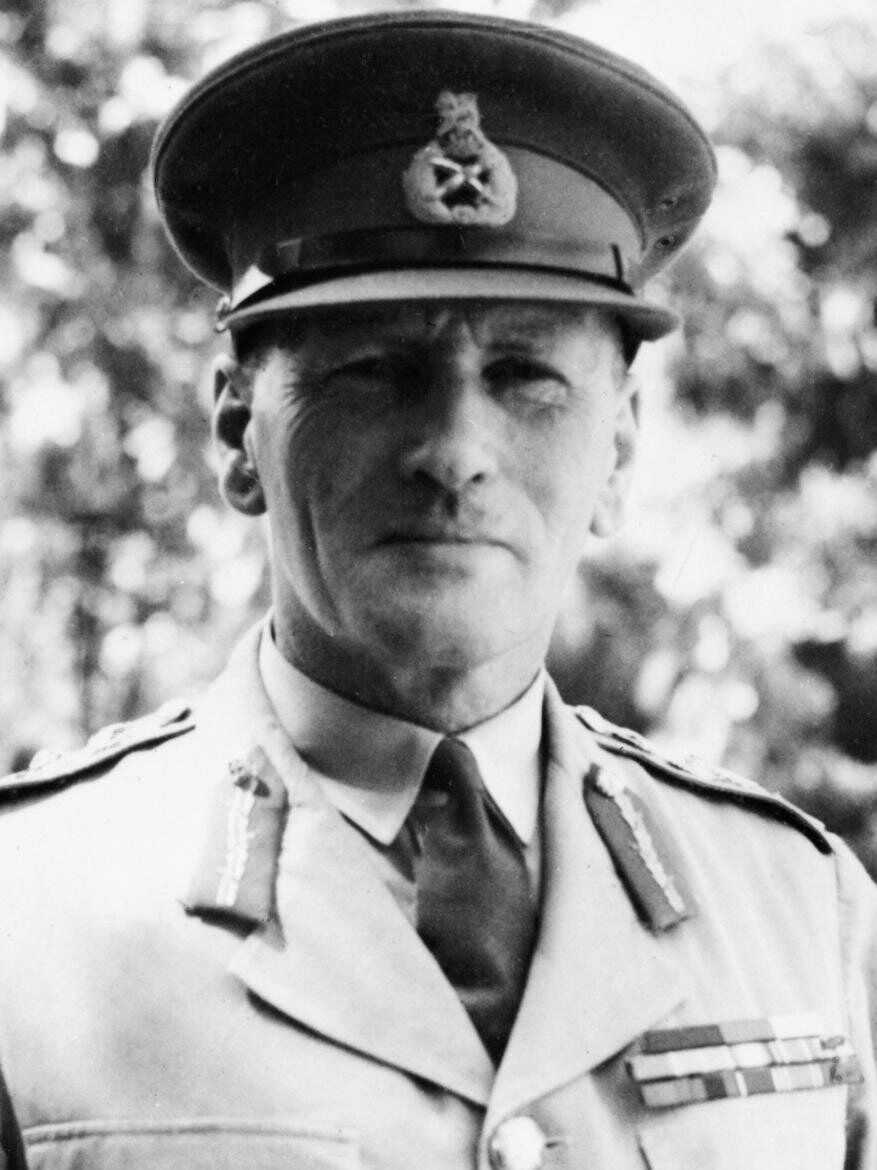
中東軍最高司令官に就任したオーキンレック

北アフリカでの連合国と枢軸国の勝敗のシーソーゲームを経て、オーキンレックは1941年7月にウェーヴェルの後任として中東軍司令官に任命された。 ウェーヴェルはオーキンレックと職務を交換し、インド軍最高司令官としてオーキンレックのポストに就いた。

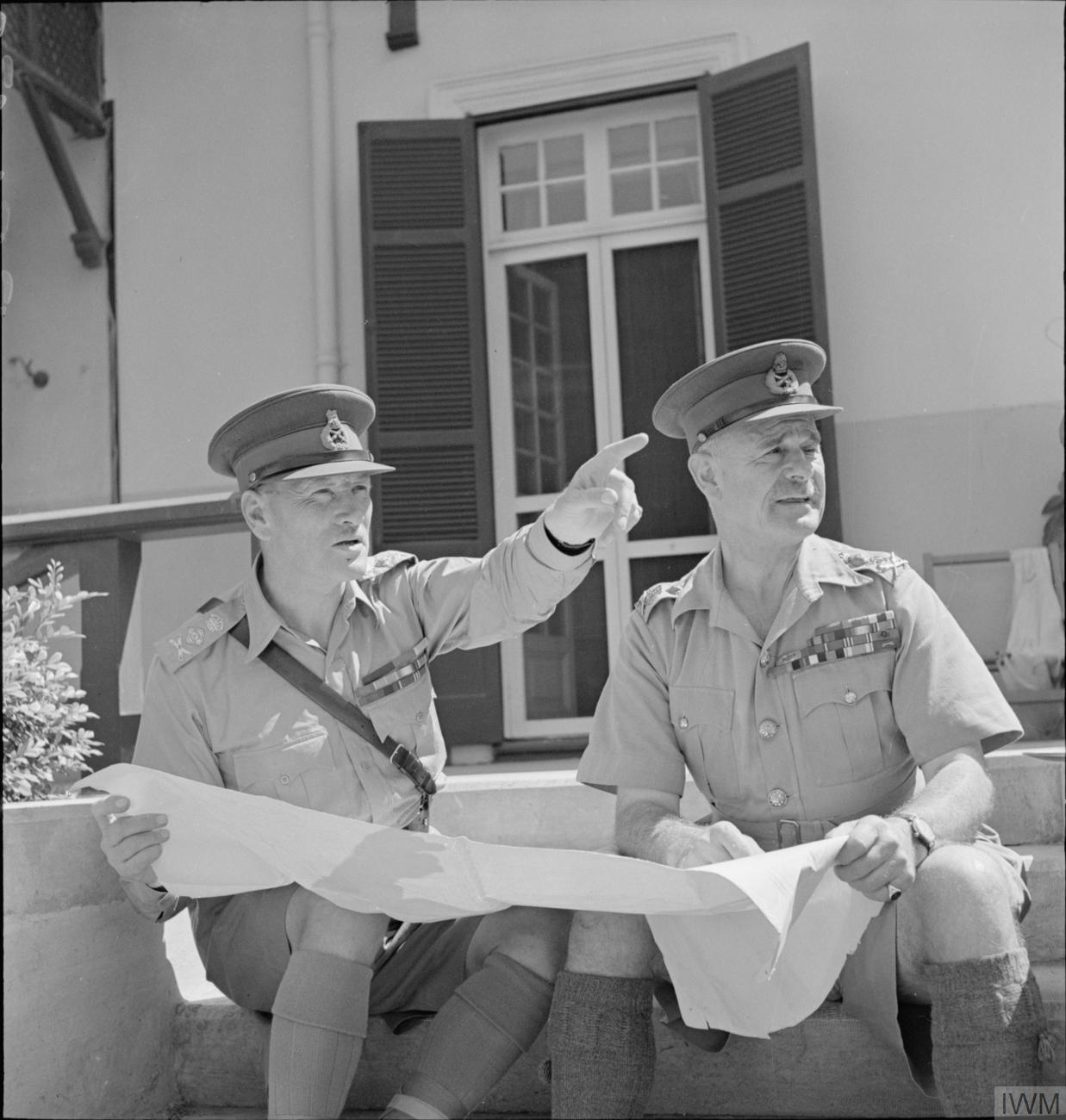
インド総司令官アーチボルド・ウェーヴェル将軍と中東総司令官クロード・オーキンレック将軍、1941年9月8日。

カイロを拠点とする中東軍は、北アフリカだけでなくペルシアと中東の戦闘も担当していた。1941年11月、彼は西部砂漠への攻勢であるクルセーダー作戦を開始した。作戦を担当した第8軍司令官アラン・カニンガム（英語版）は何度か戦略的撤退を行ったが、過去にウェーヴェルが同様に後退を選んで失敗したのを鑑みたオーキンレックは、第8軍司令官をカニンガムからニール・リッチー准将に交代させた。12月末までにトブルクの包囲が解かれ、枢軸軍指揮官エルヴィン・ロンメルはエル・アゲイラ（英語版）への撤退を余儀なくされた。オーキンレックは敵の敗北を信じていたようで、彼は1942年1月12日の書簡で枢軸軍が「緊張を感じ始めており」、「苦戦している」と述べている。
しかし枢軸軍は秩序正しく撤退し、オーキンレックの楽観的な評価から数日後に再編と増援を受け、分散して弱体化したイギリス軍を攻撃し、英軍をトブルク近郊のガザラまで撃退した。陸軍参謀総長のアラン・ブルック大将は日記に、「オーキンレックの指揮能力はまさに悪かった。自信過剰で、過度に楽観的なシアラー（DMI）の言うことをすべて信じていた」と記している。ブルックは、オーキンレックは「最高の指揮官の一人になり得た」が、部下を選ぶ能力が欠けていたと述べている。ブルックは、オーキンレックに最も優秀な機甲師団長の一人であるリチャード・マクリーリー（英語版）を派遣したが、マクリーリーの助言は無視され、作戦部長のドーマン＝スミス（英語版）少将の助言が優先された。

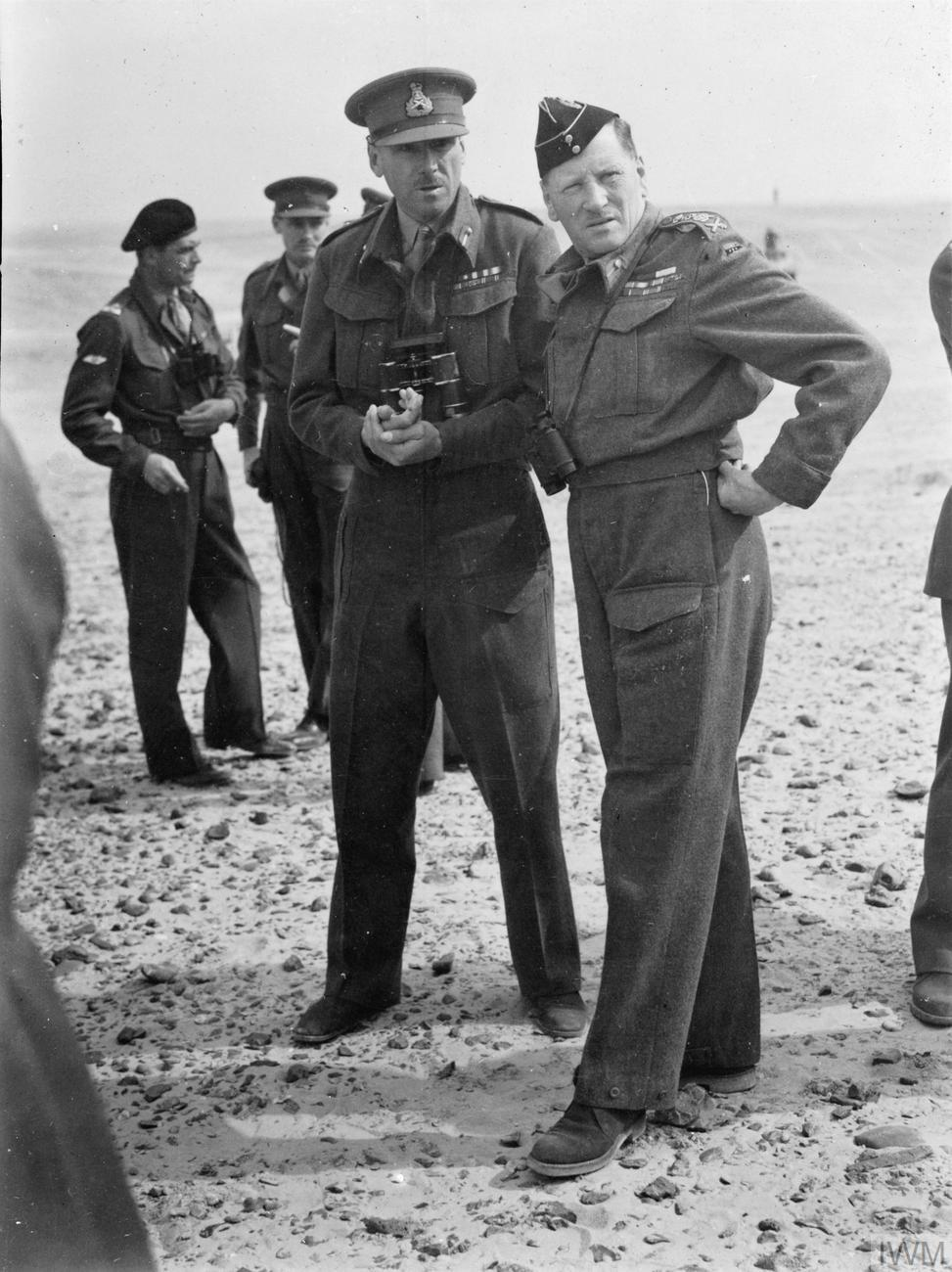
ジョン・キャンベル少将と中東軍総司令官のサー・クロード・オーキンレック将軍。

1942年5月26日のガザラの戦いでのロンメルの攻撃は、イギリス軍に大きな敗北をもたらした。オーキンレックが5月20日に第8軍司令官ニール・リッチーに宛てた状況判断の手紙では、装甲部隊の予備兵力を、前線南側の側面攻撃か中央からの直接攻撃の両方に対応できる位置に集中させるべきと示唆していた。オーキンレックは中央からの攻撃を予想していたが、結果的にリッチーは2個装甲師団をより分散させて後方に配置することを選択した。実際にオーキンレックの予想通り正面への攻撃が行われたかのように思えたが、これはロンメルの陽動作戦で、枢軸軍の主力部隊は戦線南部への側面攻撃を行い英軍へ大打撃を与えた。リッチーと彼の部下による連合軍部隊の初期配置のまずさ、それに続く不十分な対応と調整が大敗を招き、第8軍はエジプトへ撤退した。1942年6月21日、トブルクは枢軸軍の手に落ちた。
6月24日、オーキンレックはニール・リッチーの部隊統率能力が不十分であると判断し、第8軍の指揮を直接執ることになった。オーキンレックはリッチーのマルサ・マトルーフで抗戦するという計画を放棄し、そこで遅滞戦術のみを行い、より守りやすいエル・アラメインへ撤退することにした。これを追ってロンメルはマルサ・マトルーフ攻略を開始し、エル・アラメイン攻略及びエジプトの掌握に乗り出す。これが｢ミッドウェー海戦、スターリングラードの戦い、インパール作戦と共に第二次世界大戦の主な転換点の戦い｣と評されるエル・アラメインの戦いの始まりである。
「オーク」の異名を持つ彼は役職に不適格な上級指揮官を多数任命し、指揮権争いはしばしば激しい性格の衝突を特徴としていた。オーキンレックはインド陸軍の将校であり、イギリス軍や自治領軍に関する直接的な経験や理解がほとんどないことで批判された。また、ドーマン＝スミスは第8軍の上級指揮官の多くから相当な不信感を持たれていた。1942年7月までに、オーキンレックは自治領指揮官の信頼を失い、イギリス軍指揮官との関係も緊張した。
宿敵ロンメル（および前任者のウェーヴェル、後継者のモントゴメリー）同様、オーキンレックも絶え間ない政治的干渉にさらされ、1941年後半から1942年の春と夏を通して、チャーチル首相からの怒号のような電報や指示の集中砲火に耐え抜かなければならなかった。チャーチルは常にオーキンレックに攻勢を求め、エジプトとキレナイカでの軍事的敗北に落胆していた。チャーチルは、1942年11月に予定されている北アフリカへの連合軍上陸作戦（トーチ作戦）の前に、イギリス軍の何らかの勝利を切望していた。第一次エル・アラメイン会戦で第8軍がほとんど消耗した直後、チャーチルはオーキンレックを執拗に問い詰めた。チャーチルと帝国参謀総長アラン・ブルックは1942年8月初旬にカイロに飛びオーキンレックと会談したが、そこで彼が両者の信頼を失っていたことが明らかになった。彼に代わって中東軍の司令官にハロルド・アレグザンダー将軍（後のチュニスのアレクサンダー伯爵元帥）が就任した。
ジョセフ・M・ホロディスキとモーリス・レミーは共に、オーキンレックを過小評価された軍事指導者として称賛している。彼はエル・アラメイン防衛の成功、ひいてはアフリカにおけるロンメルの最終的な敗北に最も大きく貢献した人物である。二人の歴史家はまた、オーキンレックに責任を負わせ、解任するというチャーチルの不合理な決定を批判している。

### インド 1942年〜1945年

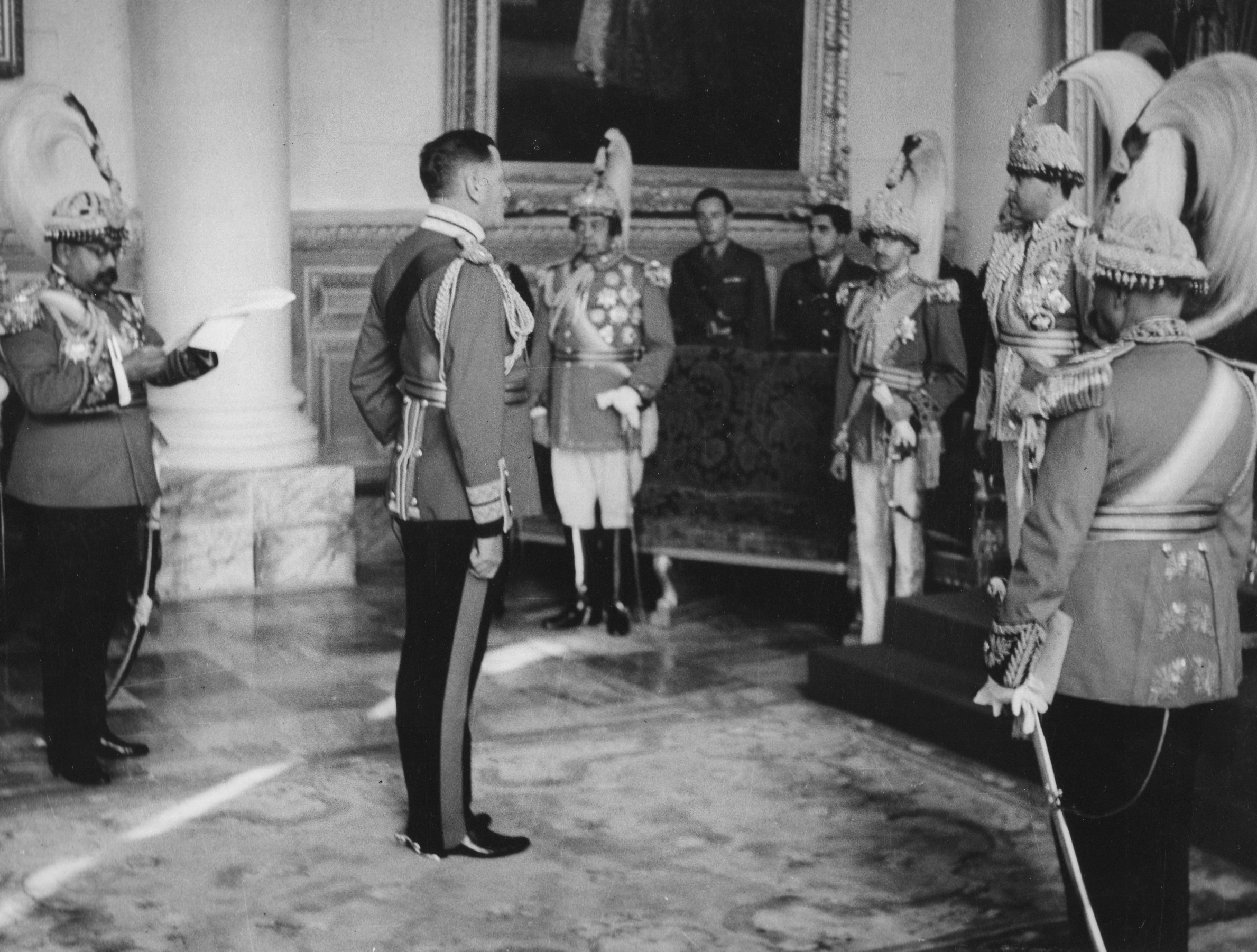
1945年10月、ネパール国王トリブバナ・ビル・ヴィクラム・サーからネパールの星章を受け取るオーキンレック

チャーチルはオーキンレックに、アレグザンダーの司令部から分離して新設されたペルシア・イラク軍（英語版）の指揮官を務めるよ薦めた。しかしオーキンレックは、この地域を中東軍から分離することは良い政策ではなく新しい体制も機能しないと考え、このポストを辞退した。彼は1942年8月14日付の帝国参謀総長宛ての手紙の中でその旨を述べた。 代わりに彼はインドに戻り、そこでほぼ1年間「無職」の状態で過ごした後、1943年6月に再びインド軍司令官に任命された。

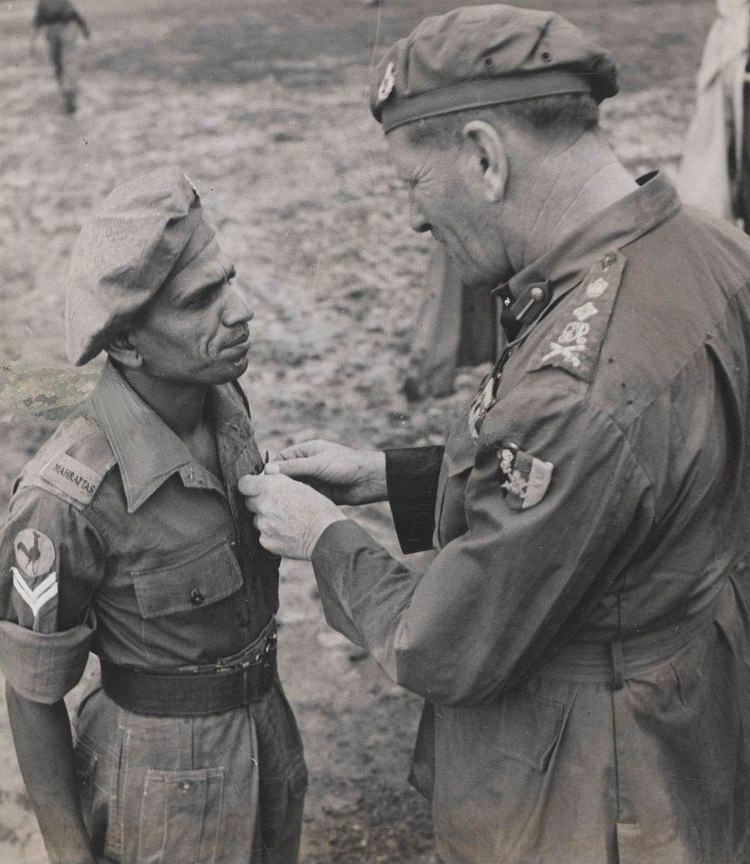
1945年、オーキンレックからインド殊勲勲章を受け取る第5マハラッタ軽歩兵連隊のナイク・ナラヤン・シンデ。

一方、ウェーヴェル将軍はインド総督に任命され、この任命と同時に、大日本帝国との戦争遂行の責任がインド総司令官から新設された東南アジア司令部に移ることが発表された。しかし、新司令部の最高司令官ルイス・マウントバッテン海軍中将代理 の任命は1943年8月まで発表されず、マウントバッテンが司令部を設置して11月に指揮権を握るまで、オーキンレックはインドとビルマでの作戦責任を維持し、 8月に終了した第一次ケベック会談で連合軍参謀総長が下した決定に基づいて連合軍の計画の見直しと改訂を行った。

マウントバッテンの到着後、オーキンレックは再びインド軍司令官として、インド国内の治安、北西国境の防衛、そして拠点としてのインドの建設を担当した。これにはインド軍の再編、東南アジア司令部向け部隊の訓練、そして前線や中国への兵員と物資の輸送を含む最も重要な事項が含まれていた。オーキンレックは、おそらく戦争中最悪の通信網を有していた第14軍（英語版）への補給を当面の最優先事項とした。第14軍司令官のウィリアム・スリムは後に次のように記している。
彼（オーキンレック）がインドの指揮を執った日は、我々にとって喜ばしい日だった。インドは我々の主要基地であり、徴兵地であり、訓練場でもあった。第14軍は、その創設から最終的な勝利に至るまで、彼の献身的な支援と揺るぎない理解に多大な恩恵を受けてきた。彼と、彼とインド軍が我々のためにしてくれたことなしには、第14軍は存続することさえできなかっただろう。ましてや征服など到底不可能だった。

### 離婚
オーキンレックは、妻のジェシーが友人のリチャード・パース空軍大将（英語版） のもとへ去ったとき、個人的に失望した。パースとオーキンレックは王立国防学院で一緒に学生だったが、それはずっと前のことだった。パースは当時、東南アジアの連合軍航空総司令官で、インドにも駐留していた。この不倫は1944年初めにマウントバッテンの知るところとなり、オーキンレックはパースが呼び戻されることを期待して、イギリス空軍司令官であるチャールズ・ポータル空軍大将に情報を伝えた。この不倫は1944年9月までには周知の事実となり、パースは職務を怠っていた。マウントバッテンは1944年11月28日にパースとオーキンレック夫人をイギリスに送還し、 2人はブライトンのホテルで一緒に暮らした。パースは結婚生活を解消し、オーキンレックは1946年に離婚した。オーキンレックは非常に大きなショックを受けたと伝えられている。彼の姉によると、彼は別れた後、以前と同じではなくなったという。彼は離婚後も常にジェシーの写真を財布に入れて持ち歩いていた。

## 戦後

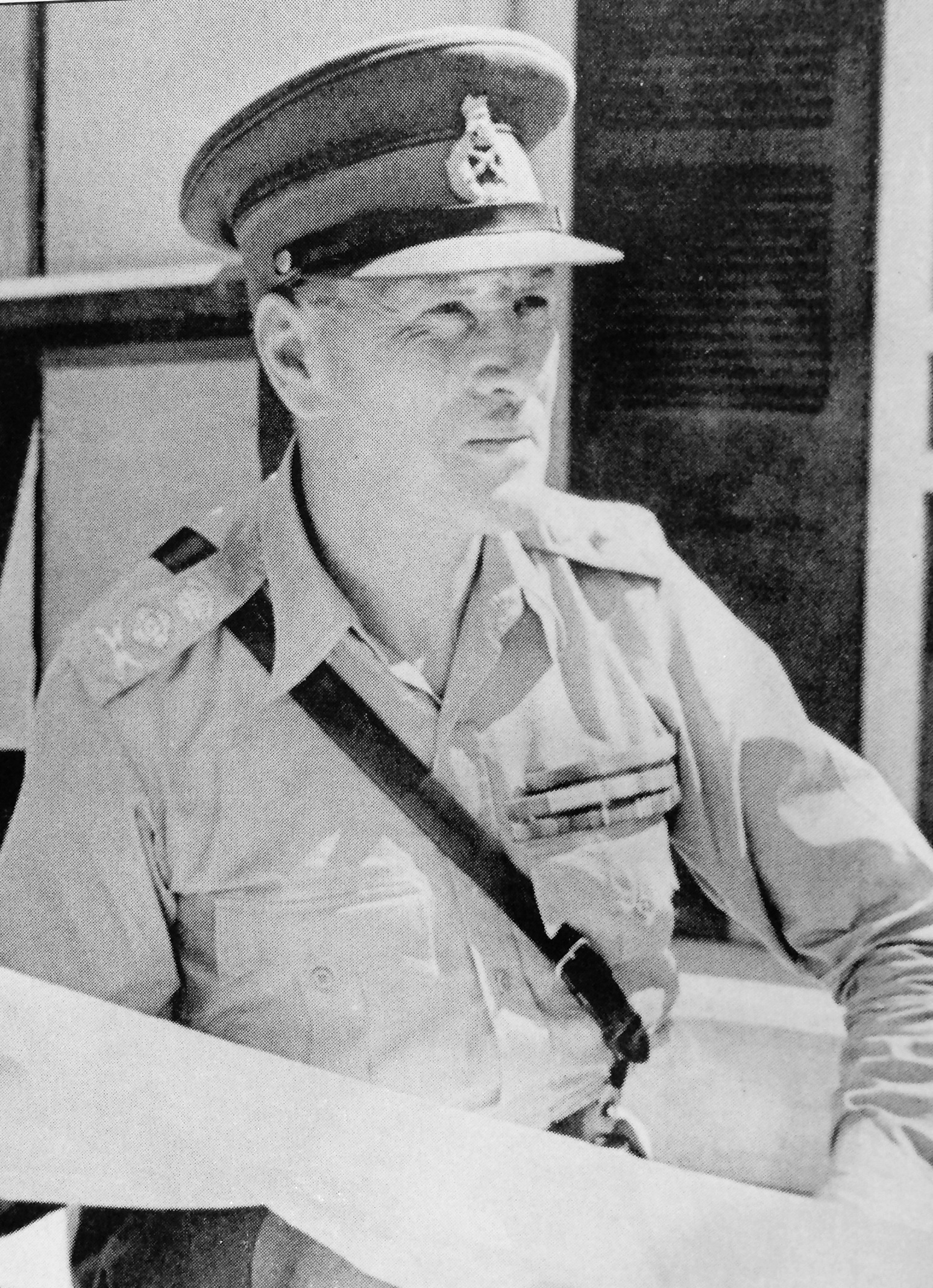
最後の英印軍総司令官を務めた頃のオーキンレック

オーキンレックは戦争が終わった後もインド軍の最高司令官として留任し、自身の信念に反しながらも、将来のインドとパキスタンに駐留する軍隊を独立運動に備える手助けをした。1945年11月、インド国民とイギリス領インド軍の両方で不安と動乱が高まる中、彼はインド国民軍の将校に対して言い渡されたより重い司法判決を減刑せざるを得なかった。 1946年6月1日、彼は陸軍元帥に昇進したが、彼が根本的に不名誉だと考えていた政策であるインド分割（インド・パキスタン分離独立）に関与したと思われることを恐れて、貴族の爵位を受けることを拒否した。

インド軍総司令官のオーキンレック（右）、当時のインド総督ウェーヴェル（中央）、モントゴメリー（左）

1947年9月28日、オーキンレック元帥は英国政府に報告書を送り、「現インド内閣は、パキスタン自治領の確固たる基盤の樹立を阻止するために全力を尽くすと断固として決意していることを、私は何の躊躇もなく断言する」と記した。また、政治的側面からの評価では、「8月15日以降、状況は着実に悪化しており、インドの指導者、閣僚、文官らは、軍の分割作業を執拗に妨害しようとしてきた」と述べている。
1947年8月にインド分割が発効すると、オーキンレックはインドとパキスタンに残留するすべてのイギリス軍の最高司令官に任命され、1947年11月末に最高司令部が解散・閉鎖されるまでその職に留まった。これが彼の事実上の陸軍からの引退となった（ただし、イギリス陸軍の元帥は厳密には引退せず、半給で現役名簿に載り続ける）。彼は12月1日にインドを去った。
オーキンレックは、ビジネス・プロジェクトに失敗してイタリアで短期間過ごした後ロンドンへ移り、慈善事業やビジネスに携わり、かなりの腕を持つ水彩画家となった。 1960年にサフォーク州ベックレスに定住したが、84歳で移住を決意してマラケシュに居を構え、 1981年3月23日に亡くなった。

## 記念碑

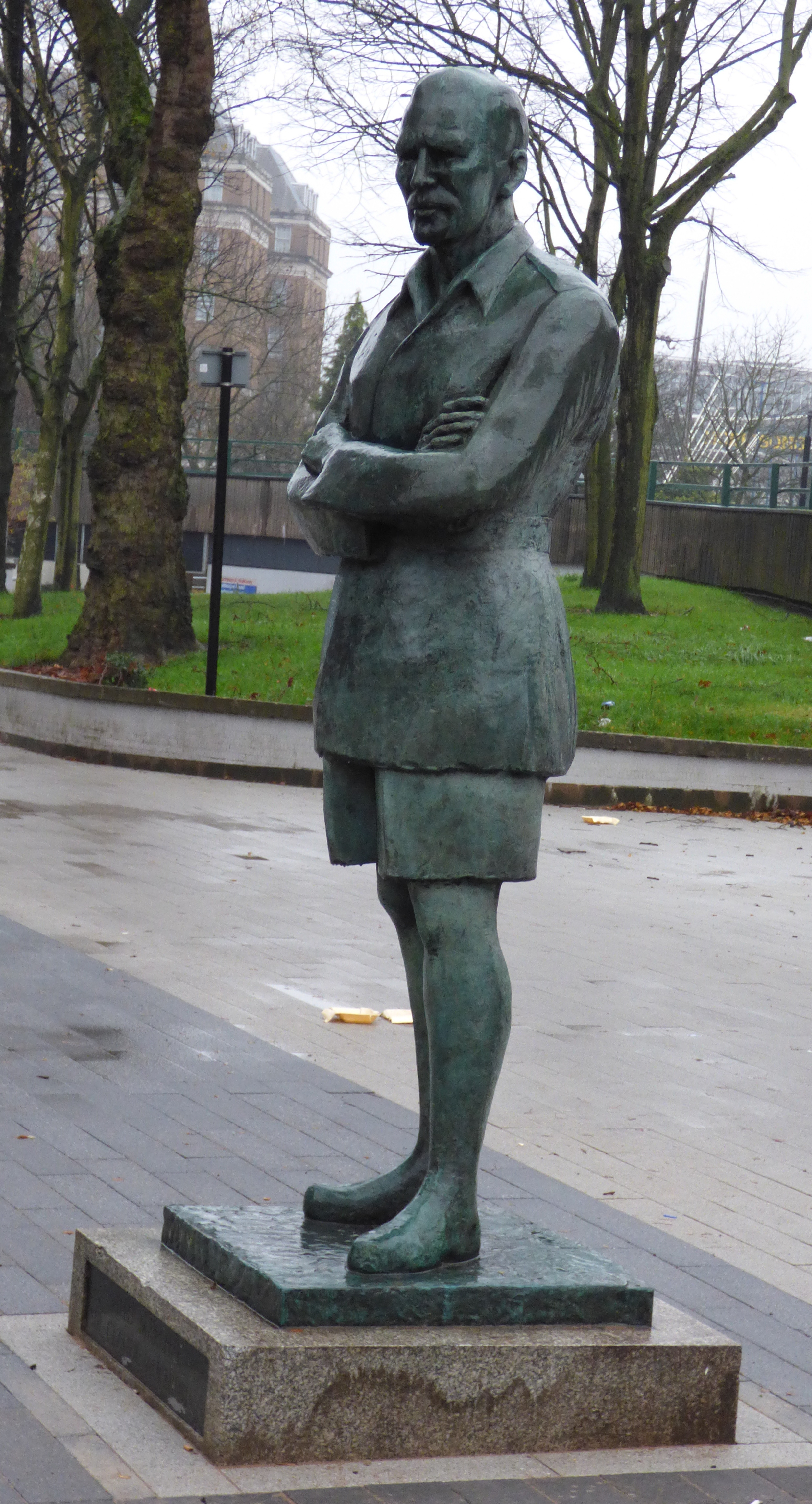
バーミンガムにあるオーキンレック像

オーキンレックはカサブランカのベン・ムシック・ヨーロッパ人墓地にあるコモンウェルス戦争墓地委員会の区画に埋葬されている。隣には第二次世界大戦で連邦軍の非民間人犠牲者の中で2番目に若いレイモンド・スティードの墓がある。 
セント・ポール大聖堂の地下聖堂には記念碑が建てられた。バーミンガムのファイブ・ウェイズにあるオーキンレック・ハウスに隣接するブロード・ストリートに彼の銅像がある。

## 栄典
- バス勲章ナイト・グランド・クロス（1945年1月1日）[66]
- インド帝国勲章ナイト・グランド・コマンダー（1940年12月20日）[67]
- インドの星勲章（1936年5月8日）[21]
- 殊功勲章（1917年6月3日）[9]
- 大英帝国勲章（1919年6月3日）
- クロワ・ド・ゲール（英語版）（フランス、1918年と1949年）
- レジオン・オブ・メリット（アメリカ合衆国、1948年7月23日）
- ヴィルトゥティ・ミリタリ（英語版）、5等兵（ポーランド、1942年5月15日）[68]
- 戦争十字章（英語版）（チェコスロバキア、1944年）[69]
- ネパールの星勲章（英語版）（ネパール、1945年）[70]
- 聖オーラヴ勲章ナイト・グランド・クロス（ノルウェー、1948年3月19日）